# Куке, Карлос
Карлос Октавио Куке Лопес (исп. Carlos Octavio Cuque López; род. 24 ноября 1945, Гватемала) — гватемальский легкоатлет, выступавший в беге на длинные дистанции и марафонском беге. Участник летних Олимпийских игр 1968 и 1972 годов.

## Биография
Карлос Куке родился 24 ноября 1945 года в Гватемале.
В 1968 году вошёл в состав сборной Гватемалы на летних Олимпийских играх в Мехико. В марафоне занял 39-е место, показав результат 2 часа 45 минут 20,4 секунды и уступив 24 минуты 54 секунды завоевавшему золото Мамо Волде из Эфиопии.
В 1971 году выступал на Панамериканских играх в Кали, где занял 5-е место в марафоне.
В 1972 году вошёл в состав сборной Гватемалы на летних Олимпийских играх в Мюнхене. В беге на 5000 метров занял в полуфинале последнее, 11-е место с результатом 15 минут 53,4 секунды, уступив 16,8 секунды попавшему в финал с 4-го места Хавьеру Альваресу из Испании. В марафоне занял 43-е место с результатом 2:28.37.0, уступив 16 минут 17,2 секунды чемпиону Фрэнку Шортеру из США.

## Личные рекорды
- Бег на 5000 метров — 14.40,5 (1971)[2]
- Марафон — 2:19.20 (1980)[2]